# Minecraft: Dungeons
Minecraft: Dungeons este un joc video dungeon crawler, dezvoltat de Mojang și Double Eleven și publicat de Xbox Game Studios. Este un spin-off al jocului popular Minecraft, având loc în același univers, și a fost lansat pentru Microsoft Windows, PlayStation 4, Xbox One și Nintendo Switch pe 26 mai 2020. Jocul a avut parte de recenzii mixte. Mulți au găsit jocul distractiv și fermecător, lăundându-i aspectul și muzica, în timp ce alții nu au apreciat gameplay-ul repetitiv, generarea proceduală a nivelurilor, povestea scurtă și lipsa de profunzime.

## Gameplay
Spre deosebire de Minecraft, Minecraft: Dungeons nu are un open world, nici minat sau construit. În schimb este un dungeon crawler cu aspecte de hack & slash, jucat dintr-o perspectivă isometrică. Jucătorii pot explora temințe generate procedual și pline cu monștri care apar aleatoriu, în timp ce rezovlă puzzle-uri, se luptă cu diferiți boși, și găsesc comori. Jucătorii pot folosi orice armă sau armură găsesc, dar jocul nu include elemente de RPG. Jocul poate fi jucat de până la patru jucători simultan.

## Prezentare
Minecraft: Dungeons are loc în aceeași lume ca și Minecraft, formată în mare parte din cuburi 3D, și locuită de monștri, animale, săteni, și alte creaturi. Spre deosebire de Minecraft, jocul include o poveste, ce se concentrează pe un villager numit Archie, aflat în căutare unei case. După ce a fost respins de toți cei pe care i-a întâlnite, Archie a dat peste Sfera Dominanței, un artefact care i-a dat puteri magice, dar totodată l-a corupt. Acum zicându-și "Arch-Illager", el a distrus sate întregi cu armata sa, și este acum de datoria jucătorului să-l învingă și să pună capăt tiraniei sale.

## Dezvoltare
Jocul a fost dezvoltat de Mojang pentru Xbox One, Windows 10, PlayStation 4, și Nintendo Switch folosind Unreal Engine 4. Porturile pentru consolă au fost realizate de Double Eleven.
Minecraft: Dungeons a fost prima dată anunțat pe 28 septembrie 2018, în timpul evenimentului live stream de la Minecon. Un videoclip cu gameplay din joc a fost prezentat la E3 2019.

## Lansare
Minecraft: Dungeons a fost lansat pe 26 mai 2020. Inițial ar fi trebuit să fie lansat în aprilie, dar lansare a fost amânată din cauza pandemiei de COVID-19. Jocul a fost lansat în beta pe 25 martie 2020, ceea ce a durat până pe 24 aprilie. Jocul este valabil atât ca "Standard Edition", cât și ca "Hero Edition", ce include câteva bonusuri.

## Recepție
Jocul a avut parte de recenzii mixte de la critici, conform agregatorului de recenzii Metacritic. Criticii au considerat jocul, în general, distractiv și fermecător, complimentându-i aspectul și muzica. Unora nu le-a plăcut simplicitate jocului în schimb, nici generarea proceduală a nivelurilor și planul general al temnițelor. Mulți au criticat povestea scurtă și lipsa de profunzime.